# Cuero (leyenda)

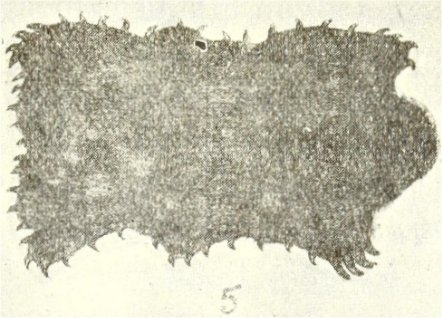
Trelquehuecufe ("cuero-wekufe o "cuero del espíritu maligno") de los mapuche, con garras en todo su borde.

El cuero (del mapuche: trülke wekufü ‘cuero-wekufe’), también conocido como cuero del agua, cuero vivo, manta o manta del diablo, es una criatura acuática presente en la mitología mapuche, y posteriormente incluida en la mitología del centro y sur de Chile, y en parte de la zona del suroeste de Argentina.

## Descripción
Este ser mítico sería un cuero de ternero o vacuno (la piel extendida de un vacuno) o de varios cueros de animales, que se transformaría en una criatura serpentina. Luego al transformarse en serpiente voladora, en el borde de su cuerpo poseería unos apéndices similares a unas garras o espinas filosas como garfios. Sobre un extremo de su cuerpo, en donde se cree estaría la zona que correspondería a su cabeza, sobresaldrían dos apéndices similares a tentáculos que terminarían en un par de ojos desorbitados de un color rojizo.
En el centro de la parte de abajo de su cuerpo, estaría su boca, muy parecida a una enorme ventosa, con la cual podría absorber completamente los fluidos de su presa, hasta dejarla seca y muerta. 
Debido a la descripción de su cuerpo aplanado, algunas personas lo asocian con una criatura semejante a una mantarraya o una raya immensa, o es en realidad un pulpo.

## La leyenda
La leyenda dice que estas criaturas estarían habitando en numerosos lagos, lagunas y ríos de los territorios de Chile y Argentina; y en menor medida en el mar. En aquellos lugares, como el caso del archipiélago de Chiloé en Chile, se cuenta que atacaría principalmente presas animales y en menor medida a seres humanos y embarcaciones.
Su manera de atacar sería más frecuentemente al atardecer, acercándose de manera sigilosa a su presa; que puede estar en la orilla, o bien bebiendo o bañándose en el agua, o dentro de una embarcación. Se dice que luego de estar lo suficientemente cerca, con sus poderes hipnotizaría a su víctima; y posteriormente mediante sus afiladas uñas atraparía a su víctima o a la embarcación y la arrastraría hacia al fondo. Ya en el fondo, envolvería rápidamente a su presa y la mataría por sofocamiento; y ahí la devoraría absorbiéndole completamente la sangre y otros fluidos. Debido a sus características, el Cuero suele ser a veces confundido con el Guirivilo. 

### Protección
Para matar a un cuero, se necesitaría la ayuda de una machi experta, la cual con sus habilidades atraería al Cuero hacia la orilla. Al tenerlo ya a la vista, lo engañaría arrojándole ramas de calafate. El Cuero, engañado por el poder de la machi, creería que las ramas serían una posible presa; sin embargo, al atacar y apretar con fuerza las ramas, las espinas de las ramas se enterrarían en su cuerpo y el cuero se desgarraría y sangraría hasta morir su cuerpo material; o de otra manera, sin recurrir a la machi, se habrían que sacar troncos de quisco o cactus con muchas espinas, envueltos en el estómago o las tripas de un animal, y lanzarlo al agua, con lo que el Cuero se acercaría creyendo que es una presa, y sucedería lo mismo antedicho: las espinas lo atravesarían y matarían.